# Hitachi Rail STS

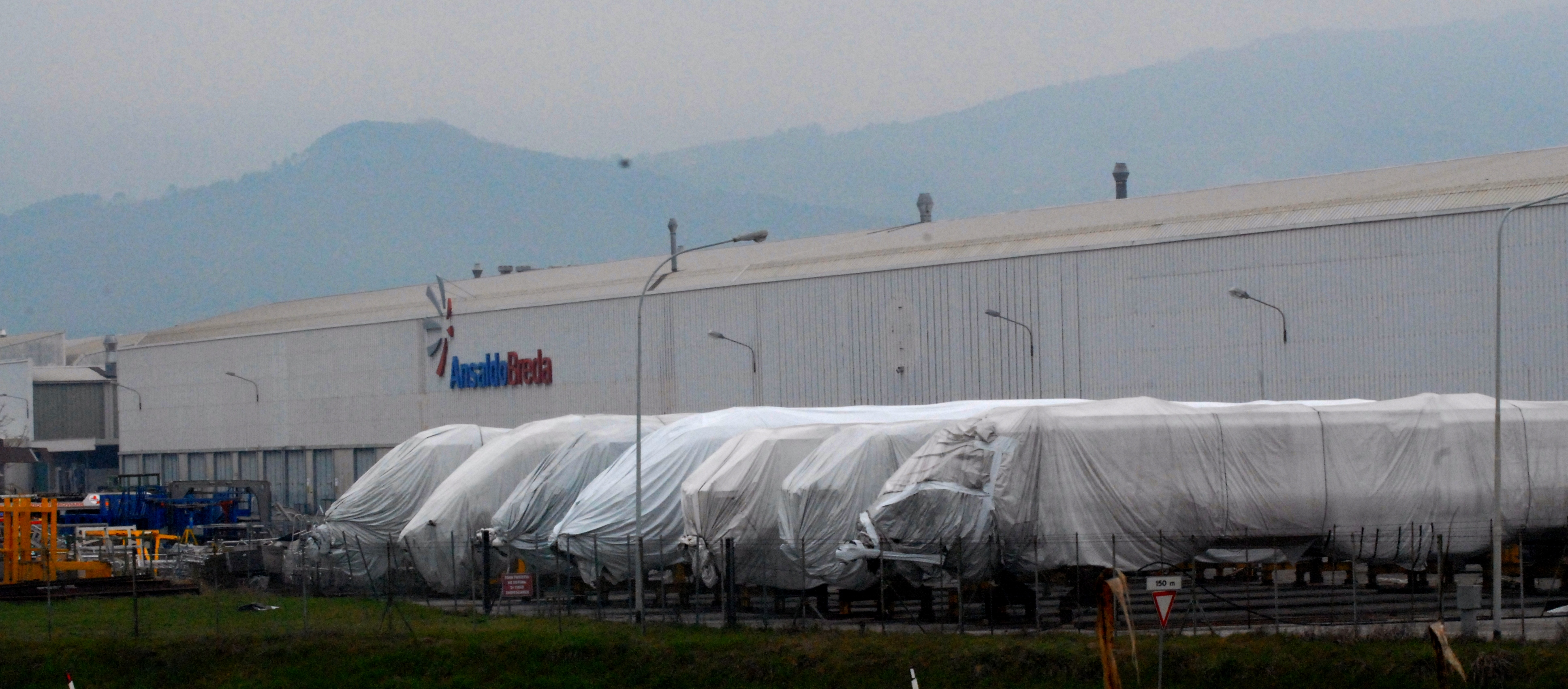
Fábrica en Pistoia, Italia.

Hitachi Rail STS S.p.A.  es una empresa ferroviaria del grupo Hitachi con sede en Italia creada tras la compra de AnsaldoBreda y de Ansaldo STS en 2015 por parte de Hitachi Rail Limited.

## AnsaldoBreda
AnsaldoBreda era una filial de Finmeccanica. Se había creado en 2001 cuando Ansaldo Trasporti y Breda Costruzioni Ferroviarie se fusionaron. Cuenta con fábricas en Palermo, Nápoles, Pistoya y Regio de Calabria, y cuenta con 2.400 empleados. Fabrica tranvías, trenes y vagones.

## Ansaldo STS
Ansaldo STS se fundó en 2006 como filial de Ansaldo mediante la fusión de Ansaldo Trasporti Sistemi Ferroviari y Ansaldo Signal, y fue comprada por Hitachi en 2015.

## España
Desde 2021 su filial en España es Hitachi Rail España S.L.U., que está formada por las anteriores Hitachi Rail STS España, S.A.U. (anteriormente Ansaldo STS) e Hitachi Rail España S.L., (anterior Ansaldo Breda).

## Ferrocarril metropolitano
- Las series 7000 y 9000 prestan servicio en las líneas 7, 9, 10, 11 y 12 del Metro de Madrid
- Las series MB-100 y MB-300 circulan en la Línea 1 de la red del Metro de Lima.